# Hjartarfell
Hjartarfell är ett berg i republiken Island. Det ligger i regionen Suðurland, 160 km öster om huvudstaden Reykjavík. Toppen på Hjartarfell är 904 meter över havet.
Trakten runt Hjartarfell är nära nog obefolkad, med mindre än två invånare per kvadratkilometer. Det finns inga samhällen i närheten. Trakten runt Hjartarfell består i huvudsak av gräsmarker.